# Bruggenhoofd
Een bruggenhoofd is een militaire vesting die het einde van een brug beschermt die het dichtst bij de vijand ligt. De term wordt tegenwoordig algemener gebruikt voor elk soort verdedigd gebied dat uitsteekt in vijandelijk gebied, en specifieker het gebied aan de overkant van een verdedigde rivier, een versterkt gebied binnen het eigen territorium of een deel van de kustlijn die ingenomen is door een amfibische aanval.

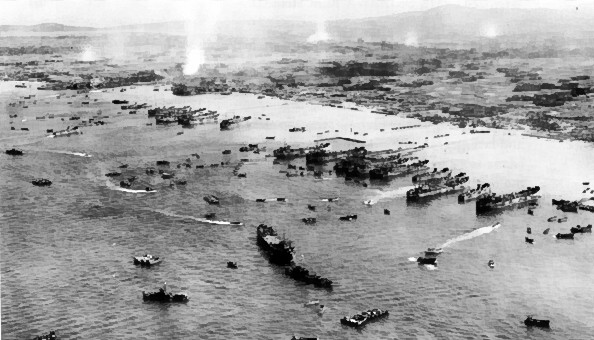
Een bruggenhoofd in moderne zin: Amerikaanse troepen vestigen een bruggenhoofd tijdens de Slag om Okinawa in de Tweede Wereldoorlog

Een bruggenhoofd bestaat meestal maar voor een aantal dagen waarna de aanvallende troepen teruggeworpen worden of het bruggenhoofd uitgebreid wordt voordat men de aanval op het land opent. In sommige gevallen, zoals de Slag om Gallipoli in de Eerste Wereldoorlog, bestond een bruggenhoofd maandenlang.